# Galaxian3
Galaxian³ est un jeu d'arcade commercialisé en 1990 par Namco. Il fut décliné en plusieurs versions. La première version de ces bornes immenses, accepte 28 joueurs. Chaque joueur partage le même compteur de vie et prend le rôle de l'un des postes de tireur fixes défendant un vaisseau spatial contre une attaque de navires ennemis. Galaxian³ est un des deux seuls jeux sortis pour la borne et système d'arcade Galaxian³: Theater 6 de Namco. Une seconde version de la borne est sortie en version avec 16 joueurs. C'est une suite du jeu Galaxian.

## Description
Les bornes sont immenses, la version 28 joueurs prend place dans une salle spéciale, les joueurs prennent place dans des sièges dans cette pièce où le jeu est projeté sur un écran panoramique.
Le système d'arcade est un hybride de circuits imprimés traditionnels (System 21) et des laserdiscs en lecture synchronisée pour afficher le fond de l'écran via des vidéos pré-enregistrées.

## Spécifications techniques
- 28 joueurs
- Vidéo : 16 projecteurs RGB de 120inch
- Écran : 360 degrés panoramique
- Son : Système de son 4 canaux BOSE
- Contrôle : Manche
- Sièges individuels
- Retour de force : Système hydraulique faisant vibrer le stand en synchronisation avec les évènements survenus au cours du jeu.

## Portage
Galaxian³ a été porté sur PlayStation en 1995 et le 4 avril 1996 incluant une version multijoueurs à 4 joueurs permettan le letterbox, ainsi que le jeu  The Rising of Gourb inclus en bonus.